# Hymenostomum griffithianum
Hymenostomum griffithianum là một loài Rêu trong họ Pottiaceae. Loài này được (Dicks.) Spreng. mô tả khoa học đầu tiên năm 1827.